# アンドリュー・セス

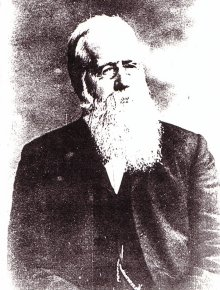
アンドリュー・セス

アンドリュー・セス（Andrew Seth Pringle-Pattison, 1856年12月20日 - 1931年9月1日）は、スコットランドの哲学者である。イギリスにおけるヘーゲル主義者(観念論哲学)として知られ、イギリス哲学の伝統と言える経験論に対抗した。実弟のジェームズ・セスもまた観念論の哲学者である。

## 生涯
アンドリュー・セスはエディンバラで生まれ、1873年にエディンバラ大学に入学する。その時、ウィリアム・ワーズワースの詩に傾倒した。大学を首席で卒業後、ベルリンやイェーナに留学し、これは後の観念論哲学研究の下地となった。1883年にカーディフ大学の哲学教授に就任後、セント・アンドルーズ大学次いでエディンバラ大学の論理学・形而上学の担当教授を歴任。彼の哲学書は、古今東西問わず鋭い批評を通じて行われ、当時の哲学研究に影響した。現在においても英国内で哲学を学ぶ際には、重要な図書として扱われている。

## 著作
- カントからヘーゲルへの発展（1882年）
- ヘーゲル主義と個性（1887年）
- 宇宙における人間の位置（1897年）
- 最近の哲学の光の中の神の観念（1917年）
- 不死の観念（1922年）
- 宗教哲学研究（1930年）